# 中型实蕨
中型实蕨（学名：Bolbitis media）为鳞毛蕨科实蕨属下的一个种。其种加词“media”意为“中间的”。
现接受名为华南实蕨（Bolbitis subcordata (Copel.) Ching, 1934）。